# Цанко Цонев
Цанко Станоев Цонев е български офицер, инженер, генерал-майор.

## Биография
Роден е на 26 февруари 1931 г. в Перник. Завършва Народното военно инженерно училище в Свищов през 1954 г. От 1954 до 1957 г. служи в инженерния полк в Чирпан, а през 1958 г. в инженерния полк в Лом. В периода 1958 – 1963 г. учи за инженер-механик във Военната инженерна академия „В. В. Куйбишев“ в Москва. От 1963 до 1965 г. е старши помощник в инженерния отдел на втора армия. В периода 1965 – 1972 г. е старши помощник в отдел „Инженерно въоръжение“ на Управление „Инженерни войски“. Между 1972 и 1973 г. е началник на „Военно-техническо отделение“ на същото управление. От 1973 до 1974 г. е началник на отдел „Инженерно въоръжение“ в Сухопътни войски. В периода 1974 – 1987 г. е началник на Управление „Механизация и автотранспорт“ на Строителни войски. Между 1987 и 1992 г. е заместник-началник на Строителни войски. Излиза в запаса през 1992 г. Награждаван е с орден „Народна република България“ – II степен.

## Награди
- орден „Народна република България“ – II степен.

## Образование
- Народно военно инженерно училище (до 1954)
- Военната инженерна академия „В. В. Куйбишев“ (1958 – 1963)